# Lac Kintla
Le Kintla Lake est un lac artificiel localisé au nord-ouest parc national de Glacier dans l'État du Montana aux États-Unis. 
Proche de la frontière canadienne, il est relativement éloigné des zones touristiques à forte fréquentation accessible que par l'emprunt de chemins de terre. Il s'agit du quatrième lac en superficie du parc national de Glacier. Il est possible d'y pêcher des truites et d'y faire du canoë ou du kayak mais les engins motorisés (hors bateaux de pêche sur autorisation expresse) y sont interdits.
En 2006, afin de dynamiser l'économie locale, un projet de complexe hôtelier écologique a été présenté par des dignitaires émiriens. Longtemps reporté, un accord a été trouvé entre le gouvernement et les principales industries locales. La première phase de la construction démarrera second semestre 2013.